# Distrito Escolar Huntington Beach Union High
El Distrito Escolar Huntington Beach Union High (Huntington Beach Union High School District, HBUHSD) es un distrito escolar del centro del Condado de Orange, California. Tiene su sede en Huntington Beach. A partir de 2016 tenía 16.000 estudiantes en sus escuelas preparatorias (high schools). El distrito sirve a las ciudades de Garden Grove, Huntington Beach, Fountain Valley, y Westminster.
Distritos de escuelas primarias y secundarias/medias que se gradúan los estudiantes a HBUHSD:
- Huntington Beach City School District
- Distrito Escolar de Fountain Valley
- Distrito Escolar de Ocean View
- Distrito Escolar de Westminster